# 2 Herculis
2 Herculis är en misstänkt variabel (VAR) i Herkules stjärnbild.
Stjärnan har visuell magnitud +5,35 och varierar i amplitud med 0,014 magnituder och en period av 10,24066 dygn.